# ハン・ソナ
ハン・ソナ (朝: 한선화、英: Han Sun-hwa、中: 韓善伙、1990年10月6日 - )は、韓国・釜山直轄市(現･釜山広域市)出身の歌手。アイドルグループSecretの元メンバー。

## 人物
- 両親が共働きで妹と弟[2]の面倒を見ていた。小学校時代は画家になるべく美術スクールに通い、各賞を受賞する。ある日テレビでBoAが歌う『アトランティス少女』を見て大きな衝撃を受け将来の夢を画家から歌手へ変えた。
- 2006年 中学校3年生のとき、オーディション番組「スーパースターサバイバル」(SBS)4回戦(6500人中12人)まで残るが5回戦で敗退。優勝した2PMのジュノに、とても面倒を見てもらっていた[3]。
- 2009年 百済芸術大学に合格するが「スーパースターサバイバル」を見た所属事務所よりスカウトされ、高校卒業式の翌日に上京し、現所属事務所と専属契約を結ぶ[3]。Untouchableの『My Boo』(「Untouchable 1st Mini Album」より)にフィーチャリング参加。
- 算数が苦手。地理[4]や諺などにも疎く、番組内で「白紙」のあだ名をつけられたことがある。Secretの中で一番料理が上手いとされる。
- 2016年10月13日、TSエンターテインメントとの契約が満了によりSecretを脱退[5]。
- 2016年10月17日、ファイブラザーズc＆mと専属契約を締結する[6]。
- VICTON、X1のメンバーであるハン・スンウは実の弟。

## 出演

### ミュージカル
- 2012年 「全部かわいい」 Feat. ソナとヨンジェ[7]

### ドラマ
- まるごとマイ・ラブ（2010年-2011年、MBC） - ハン・ソナ役
- 花を咲かせろ！イ・テベク（2013年、KBS2） - イ・ソラン役
- 恋愛じゃなくて結婚（2014年、tvN） - カン・セア役
- 神様がくれた14日間（2014年、SBS） - ジェニー役
- バラ色の恋人たち（2014年-2015年、MBC） - ペク・ジャンミ役
- 自己発光オフィス～拝啓、運命の女神さま!（2017年、MBC） - ハ・ジナ役
- ピング（2017年、MBC） - ハン・ヨンシル役
- 2度目のファースト・ラブ（2017年、MBC） - チョン・ダヨン役
- 恋するレモネード（2017年、KBS2） - ハン・スジ役
- 契約主夫殿オ・ジャクトゥ（2018年、MBC） - チャン・ウンジョ役
- 偉大な誘惑者（2018年、MBC） - ト・ジヨン役
- SAVE ME2（2019年、OCN） - コ・マダム役
- コンビニのセッピョル（2020年、SBS） - ユ・ヨンジュ役
- アンダーカバー（2021年、JTBC）

### バラエティ番組
- 青春不敗（2009年-2010年、KBS2）
- 家族が必要で（2010年、MBC）
- 想像プラス（2010年、KBS2)
- 青春バラエティー花束（2010年、MBC）
- 私たち結婚しました（2012年-2013年、MBC）[8]

### 映画
- リトルヒーロー - ヒロイン[9]（2011年）

## 青春不敗でのあだ名
- 足汗女[10] 3回のリンゴを取る作業をした後、家に入ったらソナの靴下が汗でびっしょりになり付けられた。
- 白紙姫（or書いていないソナ）[11] 7回でプルミの50％の持分を賭けたクイズで牛の妊娠期間を46ヶ月(実際には約10ヶ月)、3年を44ヶ月、「1パック30個入り卵が7パック有りそのうち12個割れて残りはいくつ」を紙で計算して188個(正解は198個)[12]と答えるなど、お馬鹿キャラを見せてつけた。放送を見た両親から、常識の本が1箱送られる[13]また、家庭教師をしに行った子供の前で九九を間違えて九九を実際に知らないではないかという推測も多く生まれた。[14] 実際に視聴者のMr.ビンが作った脳内メーカーの写真でソナの脳が、がらんと空っぽだった。[15]
- モソナ ユンノリを投げると続けて当たり出て作られたニックネーム
- 鏡王女[16] 鏡を常に持ち歩いて鏡を見ていたとしてついたニックネーム
- 白頭ソナ[17] 46回「G7一日孫になる」編でソナが、ソン・ウニ 、ナルシャと同じ組になって訪れた家でおじいさんが「白紙」を「白頭」と間違えて呼んでついたニックネーム。それ以来、ソナを指すニックネームは 「白紙ソナ」から 「白頭ソナ」に変わった。 これに対して51回(1周年記念特集1弾)にゲスト出演したサニーは「最後まで使えないキャラクター」と評した。

## 受賞歴
- 2014年 MBC演技大賞 新人賞（ドラマ『バラ色の恋人たち』）
- 2014年 MBC演技大賞 ニュースター賞